# Svébohov
Svébohov település Csehországban, Šumperki járásban. Svébohov Zábřeh, Jedlí, Horní Studénky, Zborov, Postřelmůvek és Rovensko településekkel határos. Lakosainak száma 426 fő (2024. január 1.).

## Népesség
A település lakosságának változását az alábbi diagram mutatja:
| Lakosok száma | 805  | 767  | 664  | 524  | 452  | 420  | 418  | 418  | 392  | 426  |
|               | 1869 | 1900 | 1921 | 1961 | 1980 | 2011 | 2016 | 2019 | 2021 | 2024 |